# Bairo
Bairo (piemonti nyelven Ber) egy olasz község (comune) a Piemont régióban.

## Elhelyezkedése
Az Orco folyó mellett helyezkedik el.